# Kenneth Copeland
Kenneth Max Copeland (Lubbock (Texas), 6 december 1936) is een Amerikaanse voorganger afkomstig uit de pinksterbeweging.

## Levensloop
Copeland begon zijn werkende carrière als muzikant. Hij had bovendien een licentie behaald als piloot. In april 1957 boekte hij een hitje met het lied Pledge of Love. Hij ontmoette in 1961 Gloria, met wie hij twee jaar later trouwde. Copeland had op dat moment al twee scheidingen achter de rug. Hij had rond diezelfde tijd een bekeringservaring en werd christen. In 1966 ging Copeland studeren aan de Oral Roberts University. Hij was de persoonlijke chauffeur en piloot van Oral Roberts.
Samen met zijn vrouw begon Copeland in 1967 Kenneth Copeland Ministries. Copeland begon met evangelisatiecampagnes door het hele land. Zijn bekendheid groeide doordat zijn preken te horen waren op de radio en later op de televisie. De organisatie heeft sinds de jaren tachtig een eigen terrein in Fort Worth in Texas van dertien hectare groot. Daarop staat een kerk, woningen van de familie en een eigen vliegveld. 
Copeland wordt geassocieerd met het het welvaartsevangelie en de daaraan verwante Woord van Geloof-beweging. Het welvaartsevangelie is een christelijke leer die een grote mate van materiële rijkdom en gezondheid in dit leven belooft aan wie gelooft. Woord van Geloof betekent dat wanneer een gelovige iets uitspreekt het daarmee ook waarheid wordt.
Copeland heeft een privévermogen dat wordt geschat op 300 tot 700 miljoen dollar. Ook heeft hij de beschikking over een vijftal privévliegtuigen. De Senaat deed van 2007 tot 2011 onderzoek naar zes religieuze organisaties, waaronder Kenneth Copeland Ministries. Insteek van het onderzoek was of de personen betrokken bij de organisaties niet onterecht profiteerden van de belastingvrijstelling die geldt voor religieuze organisaties. De onderzoekscommissie vond geen bewijzen van onterechte verrijking.
Tijdens de coronacrisis kwam Copeland veelvuldig in het nieuws. Hij weigerde te stoppen met het houden van samenkomsten en zei dat angst voor de ziekte een zonde was, waardoor Satan in de kaart werd gespeeld. In een andere preek claimde hij dat het virus was vernietigd door de "wind van God", terwijl hij richting het publiek blies. Na de verkiezingsnederlaag van president Donald Trump in november 2020 ging er een filmpje van Copeland viral waarin hij veertig seconden hard moet lachen omdat de media Joe Biden hadden uitgeroepen als winnaar van de verkiezingen. Kort daarna bood Copeland zijn excuses hiervoor aan.